# Čimická tvrz
Čimická tvrz je zaniklé sídlo v Praze-Čimicích, které se nacházelo severně od místního rybníka mezi ulicemi Vánková, Čimická a Na Zámkách. Archeologické stopy po této stavbě jsou chráněny jako kulturní památka České republiky.

## Historie

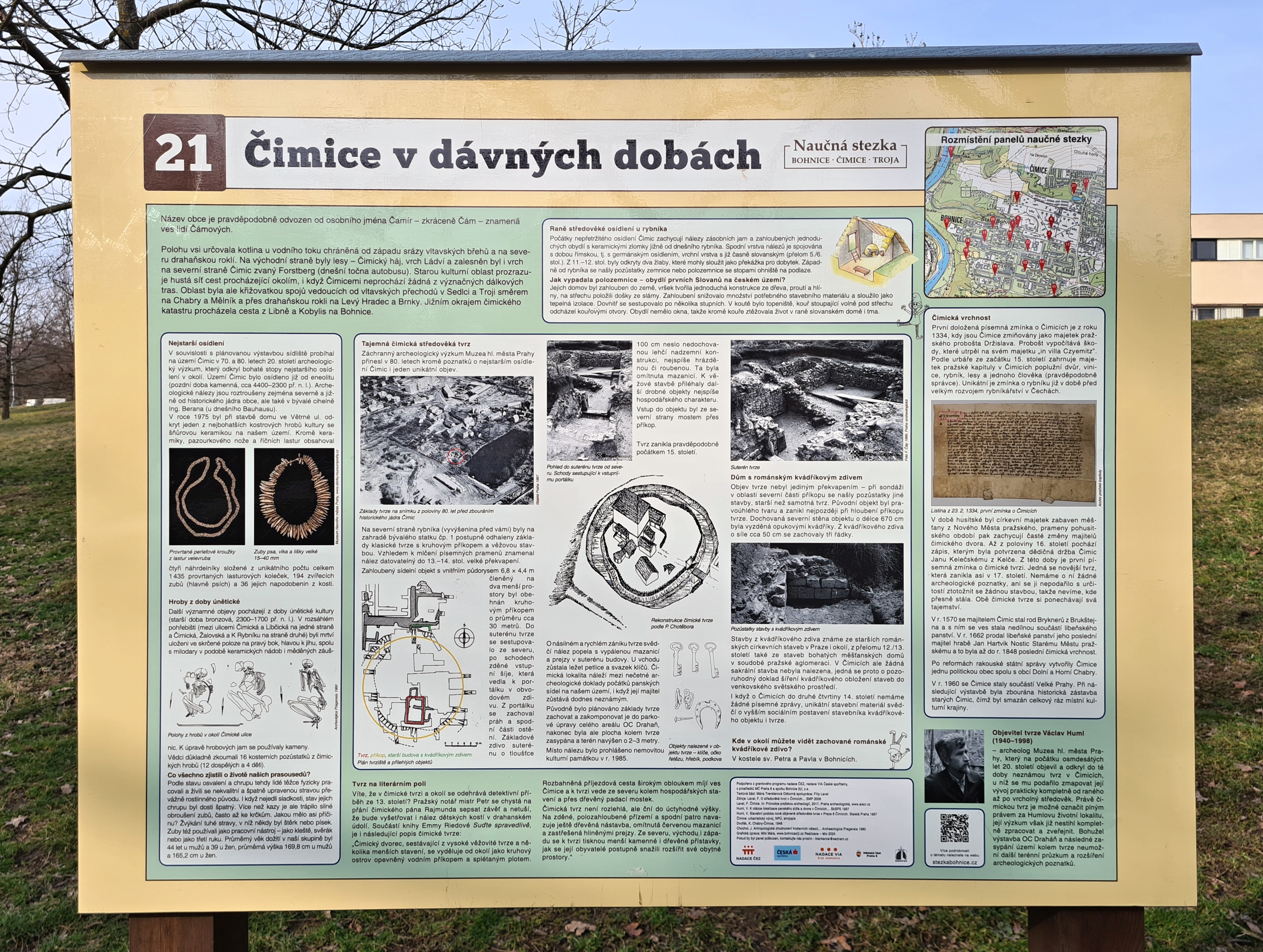
Informační panel Naučné stezky Bohnice – Čimice – Troja s historií a kresebnou rekonstrukcí Čimické tvrze

První zmínka o vsi Čimicích je uvedena v písemných pramenech z roku 1334, kdy byla ves v majetku pražského probošta. Tvrz zde mohla stát již ve 13. století, což potvrdily archeologické nálezy. Zanikla pravděpodobně počátkem 15. století – po roce 1420 zabrali Čimice Pražané, kteří postoupili dvůr Bohuňkovi z Bohnic.
Tvrz se v Čimicích připomíná až roku 1551 při prodeji vsi Adamovi ze Strašína. Jednalo se pravděpodobně o nový objekt postavený v 1. polovině 16. století na místě staré tvrze nebo v její blízkosti. Od Adama ze Strašína koupil roku 1565 statek a tvrz Zikmund Diviš z Hradešína a od něj roku 1592 Jan Bryknar z Brukštejna (Bryknarům náležela nedaleká Libeň). Poslední zmínka o tvrzi je z roku 1609. Majitelka Libně Eliška Hofmannová připsala ten rok libeňské panství včetně Čimic – „tvrz a ves celou“ – svému manželovi Janovi z Černhauzu.
Za třicetileté války Čimice i zdejší dvůr zpustly a tvrz pravděpodobně zanikla.

### Podoba tvrze
Ještě před tvrzí zde stál na počátku 13. století kamenný dům z kvádříkového zdiva. Později postavená věžovitá budova s kamenným přízemím a dřevěným patrem měla vnitřní rozměry 6,8 x 4,4 metru, šířku zdí 100 cm a hlavní vchod od severu. K vedlejšímu vchodu z východu byl připojen přístavek. Objekt byl chráněn kruhovým příkopem s palisádovým plotem a měl obranný charakter.

## Archeologický průzkum
Archeologický výzkum v letech 1975 až 1983 probíhal zejména na zahradě domu čp. 1. Zde byly zjištěny základy obdélníkového kamenného objektu chráněného příkopem, při výzkumu odkrytém pouze na jižní a jihozápadní straně. V místech původní opevněné stavby se nalezla také keramika z 16. století.
Po skončení prací byly odkryté pozůstatky staveb opět zakryty a plocha parkově upravena. Na výzkumu se podílel historik a archeolog Václav Huml (1940–1998).

### Další osídlení
Osady z mladší doby římské, z období stěhování národů a slovanské osídlení ze 6. až 8. století našeho letopočtu byly doloženy na jižní straně rybníka.